# Ripper Award

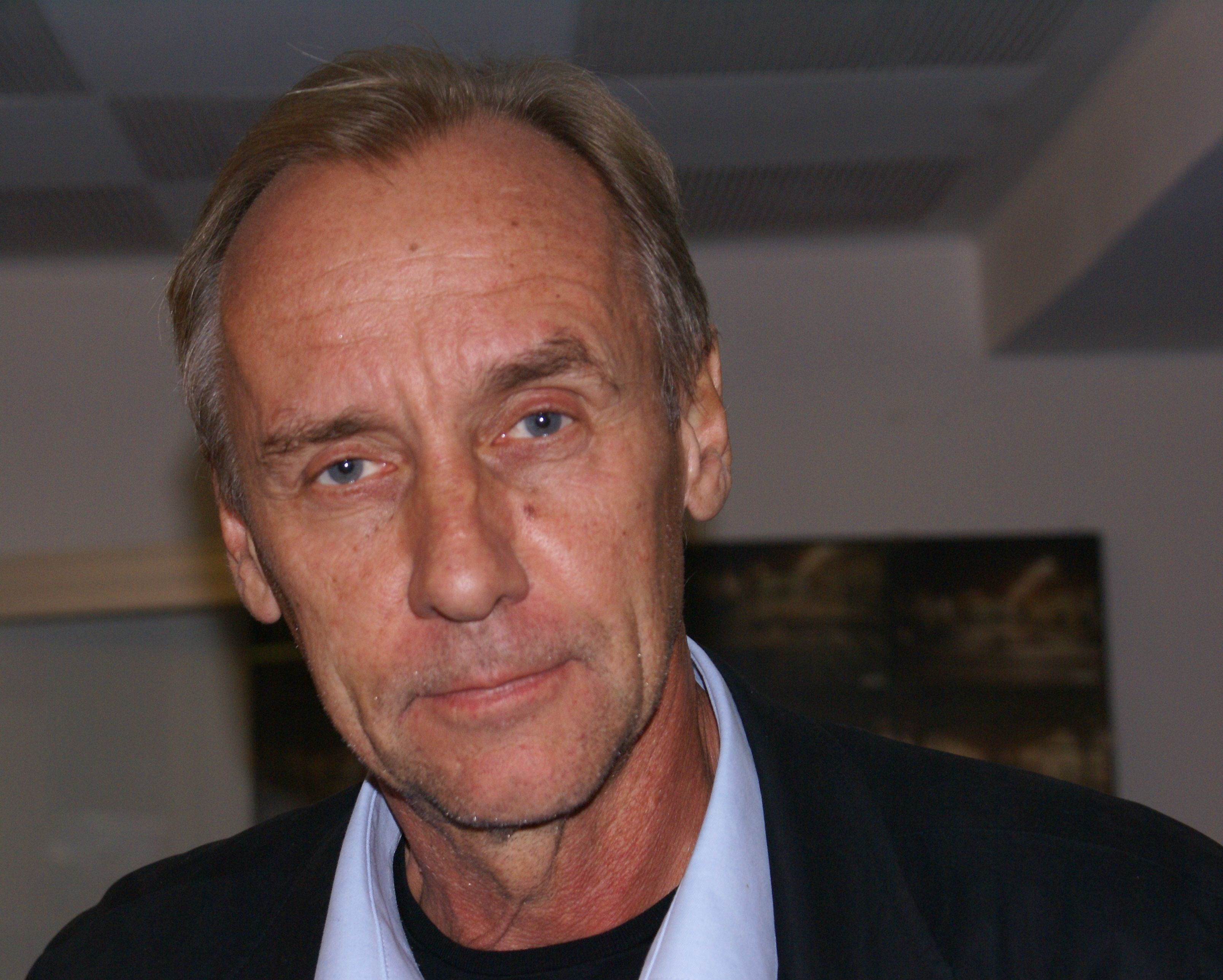
Håkan Nesser, Preisträger des Ripper Award 2010

Der Europäische Preis für Kriminalliteratur (Ripper Award), int. Bezeichnung: European Crime Fiction Star Award, ist nach dem französischen Prix du polar européen, der seit 2003 verliehen wird, ein weiterer europäischer Preis für Kriminalliteratur. Er wird seit 2008 alle zwei Jahre im Herbst von der Kulturregion Hellweg im Rahmen des Krimifestivals „Mord am Hellweg“ verliehen. Die Preissumme wird insbesondere von der Sparkasse Unna gestiftet, der Sender WDR 5 unterstützt das Voting mit einer Postkartenaktion zur Abstimmung. Idee und Konzept des Ripper Award stammen von Jürgen Alberts (Buchautor, Bremen), Herbert Knorr (Westfälisches Literaturbüro in Unna) und Sigrun Krauß (Kulturbetriebe Unna).
Wie es in der Ausschreibung heißt, soll ein lebender Autor oder eine Autorin der Gegenwart geehrt werden, deren/dessen „Werk für das Genre 'Krimi/Thriller' europäischen Rang oder eine bedeutende Rezeption im europäischen Rahmen erreicht hat.“ Dabei kann das bisherige literarische Gesamtschaffen oder ein herausragendes Einzelwerk Entscheidungsgrundlage für die Juroren sein. Der Preis ist mit 11.111 Euro dotiert und soll die literarische Bedeutung des Krimi-Genres in Europa stärken.
Die Veranstalter haben sich nach eigener Aussage für die Preissumme in Höhe von 11.111 Euro entschieden, weil die Zahl elf eine schillernde Zahl sei, die u. a. mit den im Krimigenre relevanten Themen Schuld, Verbrechen und Sühne in Verbindung steht. So findet sich unter anderem in Schillers „Wallenstein“ das Zitat: „Eilf! Eine böse Zahl.“ (…)  „Eilf ist die Sünde.“ Gleichzeitig wird die Zahl elf mit der Wiederherstellung von Recht und Ordnung in Verbindung gebracht, im alten Athen waren die sogenannten Elfmänner Personen, die für die Strafjustiz zuständig waren. Zudem gilt in der Nummerologie die Elf als „Meisterzahl“.
Die Namensgebung „Ripper Award“ sorgte bei Einführung des Preises für Diskussionen in einigen Krimiblogs und -foren.

## Auswahlverfahren
Bis zu einem vom Veranstalter festgesetzten Stichtag können Verlage, literarische Einrichtungen, Lektoren, Agenturen, Krimijournalisten und Literaturvermittler begründet einen Kandidaten vorschlagen. Aus allen eingegangenen Vorschlägen stellt eine Vorjury elf Namen in einer so genannten „Shortlist“ zusammen. Eine international besetzte Hauptjury ermittelt daraus Autoren, die für den Preis nominiert werden (2008 und 2010 wurden fünf Autoren nominiert, 2012 drei). In der letzten Instanz ist die Auszeichnung ein Publikumspreis: Der endgültige Preisträger wird abschließend durch Abstimmung des Publikums (per Post oder Internet auf der Festivalwebsite) ermittelt. Die jeweiligen Preisträger erhalten die Auszeichnung bei einer öffentlichen Preisverleihung in Unna.
Im Jahr 2018 wurden erstmals zwei Preisträger bestimmt.

## Preisträger
| Jahr | Preisträger/-in             | Nationalität                    | weitere Nominierungen/Hauptjury |
| ---- | --------------------------- | ------------------------------- | --- |
| 2008 | Henning Mankell             | Schweden                        | John Harvey, Val McDermid, Håkan Nesser, Maj Sjöwall Hauptjury: Horst Eckert (Deutschland), Peter James (Großbritannien), Edith Kneifl (Österreich), Liza Marklund (Schweden) und Ingrid Noll (Deutschland)                                                           |
| 2010 | Håkan Nesser                | Schweden                        | Gianrico Carofiglio, Arne Dahl, Arnaldur Indriðason, Minette Walters Hauptjury: Polina Daschkowa (Russland), Jürgen Kehrer (Deutschland), Leena Lehtolainen (Finnland), Louise Welsh (Großbritannien) und Domingo Villar (Spanien)                                    |
| 2012 | Fred Vargas                 | Frankreich                      | Veit Heinichen, Petros Markaris Hauptjury: Sara Blædel (Dänemark), Helen FitzGerald (Australien), Norbert Horst (Deutschland), Ævar Örn Jósepsson (Island), Bruno Morchio (Italien), Andrea Maria Schenkel (Deutschland) und Jac. Toes (Niederlande)                  |
| 2014 | Jussi Adler-Olsen           | Dänemark                        | Simon Beckett, Arne Dahl, Ian Rankin, Robert Wilson Hauptjury: Mechtild Borrmann (Deutschland), Roberto Costantini (Italien), Georg Haderer (Österreich), Simon Kernick (Großbritannien), Celil Oker (Türkei), Patrick Raynal (Frankreich) und Viveca Sten (Schweden) |
| 2016 | Sebastian Fitzek            | Deutschland                     | Ingrid Noll, Jo Nesbø, Arnaldur Indriðason Hauptjury: Jussi Adler-Olsen (Dänemark), Christa Bernuth (Deutschland), Ursula Poznanski (Österreich), Yrsa Sigurdardottir (Island), Mitra Devi (Schweiz), Nicci French (England)                                          |
| 2018 | Simon Beckett und Arne Dahl | Vereinigtes Königreich Schweden | Ingrid Noll, Val McDermid Hauptjury: Sebastian Fitzek (Deutschland), Nina George (Deutschland), Christine Brand (Schweiz), Bernhard Aichner (Österreich), Mark Billingham (UK), Roberto Costantini (Italien) und das Autorenduo Cilla und Rolf Börjlind (Schweden)    |
| 2024 | Donna Leon                  | Vereinigte Staaten              | [ 3 ] |